# Gerrhonotus liocephalus
Gerrhonotus liocephalus — вид ящірок з родини Веретільниць.

## Поширення
Населяє сухі кам'янисті біотопи та пустелі на півдні Мексики (штати Пуебла, Оахака, Ідальго і Чьяпас).

## Спосіб життя
Це в основному наземні тварини, що зафіксовані в різних місцях проживання, починаючи від напівпустель, чагарників, до соснового лісу. Відомо також, що цей вид трапляється в місцях, що зазнали антропогенного впливу. Вид має в основному комахоїдну дієту (Васкес і Кінтеро 2005). Це яйцекладний вид.

## Класифікація
Вид налічує чотири підвиди:
- Gerrhonotus liocephalus austrinus Hartweg & Tihen, 1946
- Gerrhonotus liocephalus liocephalus Wiegmann, 1828
- Gerrhonotus liocephalus loweryi Tihen, 1948
- Gerrhonotus liocephalus taylori Tihen, 1954